# Samo Fakin
Samo Fakin (ur. 31 lipca 1957 w Trbovljach) – słoweński polityk, lekarz i menedżer, w latach 2018–2019 minister zdrowia.

## Życiorys
W 1983 ukończył studia na wydziale medycyny Uniwersytetu Lublańskiego, uzyskał specjalizację z medycyny rodzinnej. Podjął następnie pracę w centrum zdrowia w Trbovljach, gdzie od 1992 do 1994 był dyrektorem. Służył także jako lekarz podczas wojny dziesięciodniowej. W latach 1996–2007 kierował szpitalem w mieście Celje, działał także jako doradca instytucji medycznych. W latach 2007–2016 pozostawał dyrektorem generalnym Zavod za zdravstveno zavarovanje, krajowego ubezpieczyciela zdrowotnego. Następnie kierował przedsiębiorstwem Thermana w miejscowości Laško, został też doradcą w rządowym biurze rozwoju.
13 września 2018 został ministrem zdrowia w rządzie Marjana Šarca (z rekomendacji partii nowego premiera). Podał się do dymisji w marcu 2019 ze względów zdrowotnych.